# Chaloenus furthi
Chaloenus furthi es un coleóptero de la familia Chrysomelidae.
Fue descrita científicamente en 2002 por Medvedev.